# Márcio Torres
Márcio Torres (* 24. Januar 1981 in Belo Horizonte) ist ein ehemaliger brasilianischer Tennisspieler.

## Karriere
Torres absolvierte von 1999 bis 2002 ein Studium an der University of North Carolina at Greensboro, wo er auch College Tennis spielte.
Danach begann er regelmäßig Profiturniere zu spielen, wobei er hauptsächlich im Doppel erfolgreich war. In seiner gesamten Karriere konnte er im Einzel keinen Titel gewinnen und nur einmal ein Match auf der Challenger-Ebene gewinnen; seine beste Platzierung erreichte er mit Rang 712 im Jahr 2007.
Im Doppel gewann er 2004 und 2005 jeweils drei Titel auf der ITF Future Tour, wodurch er zeitweise in die Top 400 der Weltrangliste einzog. Im Jahr 2006 schaffte er es neben zwei Future-Titeln auch sich in Sassuolo und Campos do Jordão in die ersten Challenger-Halbfinals zu spielen. In Belo Horizonte zog er mit Jean-Julien Rojer sogar erstmals ins Finale ein. Als Resultat zog er Ende des Jahres unter die Top 300 im Doppel. 2007 spielte er dadurch dann fast ausschließlich Challengers und konnte drei Finals zu seinen ersten zwei Titeln auf der Ebene verwerten.
2008 wurde sein stärkstes Jahr. Mit verschiedenen Partner erreichte er gleich sechs Finals bei Challengers, konnte jedoch kein einziges davon gewinnen. Dennoch stieg er in der Weltrangliste mit Platz 132 im April auf sein Karrierehoch im Doppel. 2009 gewann er seinen dritten und letzten Titel, ehe er in der Rangliste etwas an Boden verlor. 2010 bei den French Open spielte er mit Thiago Alves sein einziges Grand-Slam-Turnier, das glatt verloren ging. 2011 gewann er sein letztes Future und spielte in Los Angeles sein zweites und letztes Turnier auf der ATP Tour. An der Seite von Bruno Semenzato verlor er sein Auftaktmatch. Anfang 2012 stellte er seinen regelmäßigen Turnierbetrieb ein.

## Erfolge
| Legende (Anzahl der Siege)  |
| Grand Slam                  |
| ATP World Tour Finals       |
| ATP World Tour Masters 1000 |
| ATP World Tour 500          |
| ATP World Tour 250          |
| ATP Challenger Tour (3)     |

### Doppel

#### Turniersiege
| Nr. | Datum          | Turnier        | Belag     | Partner            | Finalgegner                          | Ergebnis          |
| --- | -------------- | -------------- | --------- | ------------------ | ------------------------------------ | ----------------- |
| 1.  | 9. Juni 2007   | Sassuolo       | Sand      | Giorgio Galimberti | Daniele Giorgini Andrea Stoppini     | 6:3, 6:72, [10:6] |
| 2.  | 21. Juli 2007  | Cuenca         | Sand      | Bruno Soares       | Brian Dabul Eric Nunez               | 7:66, 3:6, [11:9] |
| 3.  | 1. August 2009 | Belo Horizonte | Hartplatz | Izak van der Merwe | Juan Pablo Brzezicki Eduardo Schwank | kampflos          |